# モリー (スーパーマーケット)
モリー株式会社は、かつて岐阜県高山市に本社を置き、社名と同じ「モリー (MORY) 」の屋号でスーパーマーケットを運営していた企業。オール日本スーパーマーケット協会 (AJS) に加盟していた。

## 概要
モリーは多店舗展開は行わず、地域密着で食品スーパーを数店舗展開してきた。またオール日本スーパーマーケット協会 (AJS) のプライベートブランド商品「生活良好」（現「くらし良好」）を取り扱っていた。
しかし地域の過疎化による人口減少でオーバーストア状態となったことから、近隣のスーパーマーケットとの競争に破れ、坂を転げ落ちるように赤字が膨らみ資金繰りが悪化していった。市内に数店あった店舗も閉店が相次ぎ、テナント出店していた店舗は賃料が払えなくなり撤退したが、本社併設物件のモリー東山店のみは最後まで残って営業継続していた。
モリー東山店は2013年1月3日まで通常営業を続けていたが、翌日の1月4日をもって突然営業を終了、モリー東山店に入居していた書店などのテナントも同時に営業終了した。店頭には紙にフェルトペンで殴り書きした「お客様へ 当店は諸事情により営業を終了しました。」の貼り紙がされ、何も知らずに買い物に来た客を驚かせた。
また閉店直前の2012年末にはモリー東山店で、専用商品券を2割引で販売する特売セールも行っており、閉店するとは思いもよらない馴染客の中にはまとめ買いしたり、購入して年末年始の贈り物にする客もあったが、突然の閉店によりこの商品券も使えなくなった。こうしたことから地元では「使えなくなる商品券を売りつけて夜逃げした」と騒然となり、特にモリーでは昔からの高齢客が多かったことから、正月明けの突然の閉店は地元民に衝撃を与えた。
東京商工リサーチの発表によれば、モリー株式会社は東山店が閉店した2013年1月4日をもって事業を停止、岐阜地方裁判所へ破産を申請し、同年1月18日付で同裁判所より破産手続き開始決定を受けた。負債総額は約9億5,000万円。地元ではそれ以前からモリーの経営悪化は噂となっており、営業エリア内の小規模スーパーを次々と買収して子会社化していたバローが買収するともみられていたが、結局買収されることはないまま倒産した。2017年12月4日付で清算結了した。
閉店したモリー東山店の跡地は、モリーと同じ1965年に同市で創業し、同じく高山市内でスーパーマーケットを展開する同業の駿河屋魚一が引き継ぎ、2015年に「エブリ東山店」を開店させた。